# アリアンツ MTV シュトゥットガルト

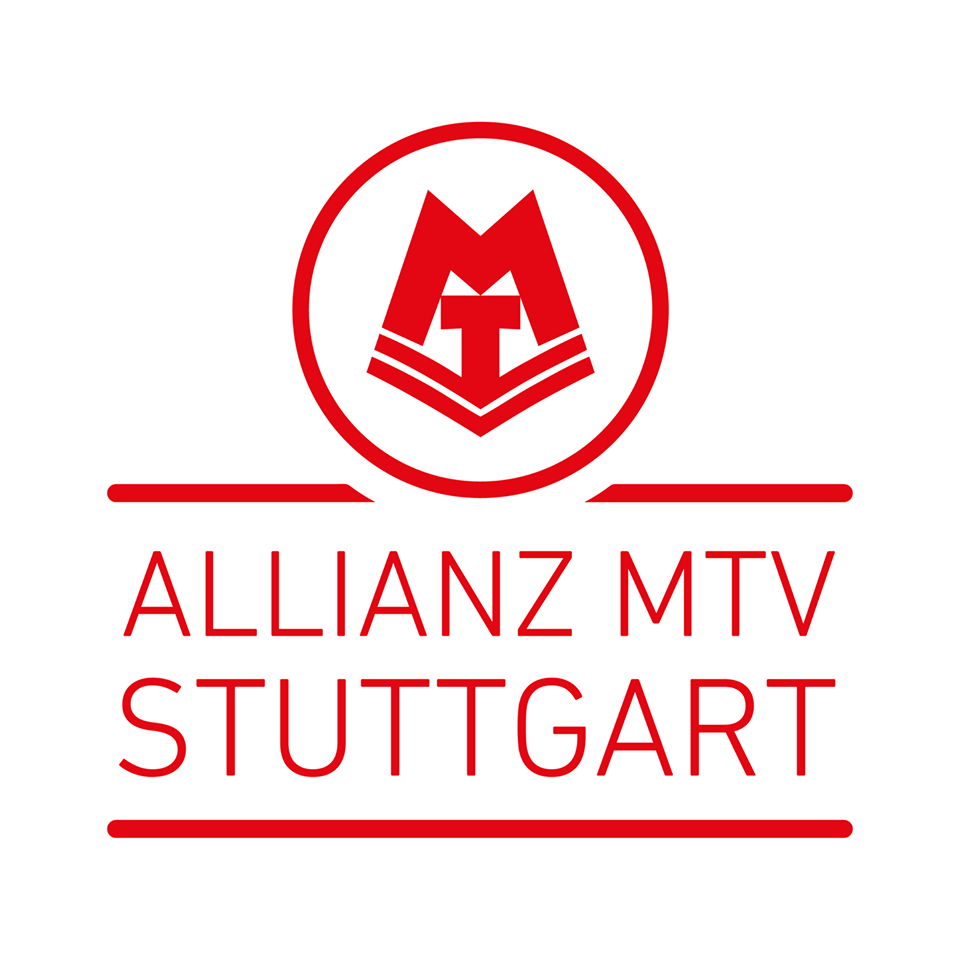
クラブのロゴマーク

アリアンツ MTV シュトゥットガルト（Allianz MTV Stuttgart）はドイツのバーデン＝ヴュルテンベルク州シュトゥットガルトを本拠地とするスポーツクラブであり、2024/25シーズンはドイツブンデスリーガに所属している。

## 歴史
2007年にMTVシュトゥットガルトとTSVゲオルギー・アリアンツ・シュトゥットガルトの協力により設立された。2008年、2部リーグから昇格を果たし、2008/09シーズンは初めてブンデスリーガに参戦し6位という成績となった。2009/10、2010/11シーズンはいずれも5位という結果を残した。2012年から「Allianz MTV Stuttgart」というチーム名で活動している。その後はリーグで目立った結果を残せずにいたが、新たなメンバーの加入もあり2014/15シーズンのブンデスリーガでは準優勝を、ドイツカップで初のタイトル獲得を果たした。2015/16シーズンは2年連続のブンデスリーガ準優勝となり、欧州チャンピオンズリーグに初参加した。2017/28シーズンのブンデスリーガ決勝ではSSC Palmberg Schwerinに3敗を喫し、4年連続で準優勝に終わった。2018/19シーズンのブンデスリーガではSSC Palmberg Schwerinに雪辱を果たし、遂にリーグ初制覇となった。また、欧州チャンピオンズリーグではベスト8入りとなった。2020/21シーズンはブンデスリーガの決勝でドレスナーSCに敗れて準優勝となった。2021/22シーズンはブンデスリーガ決勝でSC Potsdamを下し、3年ぶりの優勝を果たし、ドイツカップ優勝との2冠となった。2022/23シーズンのブンデスリーガではレギュラーラウンドを19勝1敗で首位で通過し、クォーターファイナル、セミファイナルと順調に勝ち進み、ファイナルではSCポツダムに勝利し、前年に続き優勝を果たし2連覇を達成した。2023/24シーズンはブンデスリーガで3連覇を果たし、ドイツカップ、スーパーカップとの3冠を達成した。

## 主な成績
- ドイツブンデスリーガ：優勝 - 2019年、2022年、2023年、2024年

　　　　　　　　　　　　準優勝 - 2015年、2016年、2017年、2018年、2021年
- ドイツカップ：優勝 - 2015年、2017年、2022年、2024年

## 登録選手
2024-25年シーズンの登録選手は次の通り。
| 背番号 | 名前                       | ポジション           | 身長 | 備考       |
| ------ | -------------------------- | -------------------- | ---- | ---------- |
| 1      | ローサ・コスケロ           | リベロ               | 1.63 | キャプテン |
| 2      | Breland Morrissette        | ミドルブロッカー     | 1.85 |            |
| 3      | Milana Božić               | セッター             | 1.84 |            |
| 6      | アントニア・シュタウツ     | アウトサイドヒッター | 1.80 |            |
| 7      | Madelyn Robinson           | アウトサイドヒッター | 1.78 |            |
| 8      | フロリーン・レーシンク     | リベロ               | 1.74 |            |
| 10     | ジョリエン・クノレマ       | アウトサイドヒッター | 1.88 |            |
| 11     | ポーリン・マーティン       | オポジット           | 1.89 |            |
| 12     | ルシア・バレラ             | ミドルブロッカー     | 1.98 |            |
| 13     | クリスタル・リバーズ       | オポジット           | 1.80 |            |
| 14     | Kelsey Veltman             | ミドルブロッカー     | 1.89 |            |
| 15     | シャーロット・クレニッキー | セッター             | 1.86 |            |
| 16     | Marie Steinhilber          | ミドルブロッカー     | 1.92 |            |
| 17     | Leilani Slacanin           | アウトサイドヒッター | 1.86 |            |
| 33     | マリア・セグラ             | アウトサイドヒッター | 1.85 |            |

## 主な歴代所属選手
| - ヤナ・ポル - ピア・ケストナー - ジェニファー・ペトケ - リザ・トムゼン - マリー・シェルツェル - アニー・セザール - コリーナ・グラーブ - モニーク・シュトルッベ - タマリ・ミヤシロ - マロリー・マッケイジ - ケイラ・ハネライン - マディソン・バグ - サラ・ウィルハイト - シモーン・リー - ユリア・ノビツカ - テオドラ・プシッチ - マルティナ・サマダン | - フェムケ・ストルテンボルフ - ジュリエット・ロホイス - ブリット・ボンハールトス - ニカ・ダールデロップ - ヘステル・ヤスペル - アンヒー・ブラント - イルカ・ファンデフェイフェル - カヤ・フロベルナ - セリーヌ・ファンヘステル - ローラ・キティポバ - ミラ・トドロバ - ミカエラ・ムレインコバ - アティナ・パパフォティウ - レナータ・シャーンドル - ラウラ・クンズラー - アレクサンドラ・ラジック - ワンナ・ブアゲーウ |